# Kvinnofrid
Kvinnofrid var en historisk svensk lag som förbjöd överfall och kidnappning av kvinnor. Den instiftades enligt svensk historisk tradition av Birger jarl tillsammans med övriga så kallade fridslagar, kyrkofrid, hemfrid och tingsfrid. Dessa bekräftades sedan i Alsnö stadga från 1280.
Lagen syftade särskilt på så kallade brudrov, det vill säga den sed där män kidnappade kvinnor som de sedan gifte sig med, något som vid den tiden kunde ske även på kvinnor under deras bröllopsdag med en annan man, där bruden rövades bort ur brudföljet.
Lagen gällde både kvinnorov mot kvinnans vilja, där en man kidnappade en kvinna som han sedan tvingade till giftermål eller utsatte för våldtäkt, och kvinnorov med kvinnans vilja, där kvinnan under samförstånd lät sig föras bort för att sedan rymma med mannen. Lagen gjorde inte skillnad mellan de fall där kvinnorov hade begåtts med eller mot kvinnans vilja. Det gjordes heller ingen skillnad mellan kvinnorov där våldtäkt förekommit eller inte. 
Den person som bröt mot kvinnofridslagen fick antingen dödsstraff eller 40 marks böter. I 1734 års lag gjordes skillnad för påföljd beroende på kvinnans civilstånd. Kvinnorov av en gift eller en förlovad kvinna stadgade dödsstraff oavsett om sexuellt umgänge förekommit. Kvinnorov av en ogift kvinna eller en änka stadgade dödsstraff enbart om sexuellt umgänge förekommit. Gustav III:s straffrättsreform på 1770-talet ändrade straffet för våldtäkt till högsta kroppsplikt (9 gatlopp eller motsvarande), två år på fästning och förlust av egendom, medan kvinnorov i betydelsen kidnappning behöll dödsstraffet.  
Lagen fanns kvar som speciellt kapitel i svensk lag fram till 1864 och begreppet återkom sedan 1998.

## Jämför
- Grov kvinnofridskränkning

### Fotnoter
1. ↑  ”Birger Jarl”. Arkiverad från originalet den 11 augusti 2010. https://web.archive.org/web/20100811192936/http://www.birgerjarl2010.se/files/15.pdf. Läst 29 augusti 2011.